# كارول فورمان
كارول فورمان (بالإنجليزية: Carol Forman)‏ هي ممثلة أمريكية، ولدت في 19 يونيو 1918 في الولايات المتحدة، وتوفيت بنفس المكان في 9 يوليو 1997.

## وصلات خارجية
- كارول فورمان على موقع IMDb (الإنجليزية)
- كارول فورمان على موقع قاعدة بيانات الفيلم (الإنجليزية)